# Jules Lapierre (syndicaliste)
Pour les articles homonymes, voir Jules Lapierre et Lapierre.
Jules Lapierre, né le 12 avril 1873 à Crissey, mort le 13 février 1933, est un syndicaliste français, membre de la direction nationale de la CGT de 1912 à 1933

## Biographie
Fils de cultivateurs bourguignons, Jules Lapierre, traceur sur métaux fixé en région parisienne, est de formation politique allémaniste (il est membre du Parti ouvrier socialiste révolutionnaire de 1891 et au moins jusqu'en 1899). Mais il est d'abord un militant syndical.
Secrétaire du syndicat des métaux d'Argenteuil (1903-1910), il cumule cette fonction à partir de 1904 avec celle de secrétaire de la fédération départementale des syndicats de Seine-et-Oise. Celle-ci est renommée en 1910 Union départementale CGT des syndicats ouvriers de Seine-et-Oise, dont le siège est à Versailles : il en est le secrétaire jusqu'en 1918. Parallèlement à ce parcours dans les instances régionales de la CGT (la section des Bourses du travail), Jules Lapierre participe en 1909, dans sa branche industrielle, à la création de la Fédération des Métaux CGT, dont le secrétaire est Alphonse Merrheim. En janvier 1914 il est élu membre du Comité exécutif de cette fédération en proie à des luttes internes entre « réformistes » et « révolutionnaires ». Il fait partie de la tendance majoritaire, qui avec Merrheim (comme Jouhaux au niveau confédéral), s'oriente vers une rectification plus réformiste de l'action syndicale jusqu'alors dominée par les thèmes du syndicalisme révolutionnaire. Dans cette même période 1909-1914, il fait partie de ceux que Pierre Monatte nomme le « noyau » de La Vie Ouvrière.
Membre du bureau confédéral de la CGT à partir de 1912, il se rallie, comme Léon Jouhaux et la plupart des dirigeants syndicalistes, à l'union sacrée en août 1914, alors qu'il avait été jusque-là un antimilitariste militant.
Après guerre, il est de ceux qui restent dans la CGT, contre les « révolutionnaires » de la Confédération générale du travail unitaire (CGTU). Il en est le secrétaire adjoint, chargé au sein du bureau confédéral de suivre l'organisation des Unions départementales (UD) de la confédération, tâche à laquelle il se dévoue jusqu'à sa mort.
Il est le père du critique de cinéma Marcel Lapierre.

## Sources
Dictionnaire biographique du mouvement ouvrier français, notice rédigée par Yves Lequin